# Pol. F.C. Lavello
Câu lạc bộ bóng đá Polisportiva Lavello là một câu lạc bộ bóng đá Ý đến từ Lavello, Basilicata. Đội bóng hiện tại thi đấu ở Serie D. Màu sắc của đội là xanh lá cây và vàng.